# Reprezentacja Salwadoru w piłce nożnej mężczyzn
Reprezentacja Salwadoru w piłce nożnej mężczyzn – drużyna piłkarska reprezentująca Republikę Salwadoru w zawodach międzynarodowych. Za jej funkcjonowanie odpowiedzialna jest Federación Salvadoreña de Fútbol, organ zarządzający piłką nożną w Salwadorze. W reprezentacji mogą występować wyłącznie zawodnicy posiadający obywatelstwo salwadorskie.
Reprezentacja Salwadoru pierwszy mecz międzypaństowy rozegrała 14 września 1921 roku z Kostaryką. Od roku 1962 należy do CONCACAF, a od 1938 do FIFA.
W 1970 roku po raz pierwszy brała udział w mistrzostwach świata. Na meksykańskich boiskach przegrała wszystkie mecze – 0:3 z Belgią, 0:4 z Meksykiem oraz 0:2 ze Związkiem Radzieckim – i z zerowym bilansem punktowym i bramkowym pożegnała się z turniejem na ostatnim miejscu w grupie.
Gorzej było podczas drugiego i jak na razie ostatniego występu Salwadorczyków na Mundialu. W 1982 roku już w inauguracyjnym spotkaniu z Węgrami podopieczni Mauricio Rodrígueza ulegli 1:10, i do dziś ten wynik jest najwyższym w historii mistrzostw świata. Madziarzy nie wyszli wówczas z grupy. Podobnie jak i reprezentanci Salwadoru, którzy w kolejnych meczach przegrali 0:1 z Belgią i 0:2 z Argentyną. Bramkarz Luis Mora Guevara w trzech meczach trzynaście razy musiał wyjmować piłkę z siatki, a jedynego gola w historii występów zespołu w mistrzostwach świata strzelił Luis Ramírez Zapata.
Drużyna dziesięciokrotnie zakwalifikowała się do rozgrywek o Złoty Puchar CONCACAF. Pięć razy odpadła już w pierwszej rundzie (1996, 1998, 2007, 2009, 2015), pięciokrotnie również (w 2002, 2003, 2011, 2013 i 2017 roku) doszła do ćwierćfinału. W edycjach 1991-1993, oraz 2000 i 2005 nie kwalifikował się do turnieju. 
Zespół bierze również udział w rozgrywkach o Copa Centroamericana. Sześciokrotnie zajmował w nich trzecie (1995, 1997, 2001, 2003, 2013, 2017) i czwarte (1991, 1999, 2007, 2009, 2011, 2014) miejsce. Rozgrywki w 1993 i 2005 roku kończył na fazie grupowej.
Reprezentacja Salwadoru znana jest również z opisywanej przez Ryszarda Kapuścińskiego wojny futbolowej, krótkotrwałego konfliktu zbrojnego między Salwadorem a Hondurasem, którego zarzewiem był przegrany przez drużynę narodową Hondurasu mecz eliminacji do Mundialu 1970.
Salwador zajmuje aktualnie (1 czerwca 2017) 14. miejsce w Federacji CONCACAF.

## Bieżące Eliminacje
Salwador bierze udział w eliminacjach do Mistrzostw Świata od 2. rundy.

### 2. runda
| 12 czerwca 2015 02:00 CET | Saint Kitts i Nevis · O. Mitchum 68' · Sawyers 71' | 2:2(0:1)Raport | Salwador · 41' Herrera · 86' Bonilla | Warner Park, Basseterre Sędzia: Mathieu Bourdeau |
|                           |                                                    |                |                                      |                                                  |

| 17 czerwca 2015 03:00 CET | Salwador · Cerén 4' · Bonilla 55', 81' · Alvarez 63' | 4:1(1:0)Raport | Saint Kitts i Nevis · Harris 80' | Estadio Cuscatlán, San Salvador Sędzia: Oscar Davilla |
|                           |                                                      |                |                                  |                                                       |

- Salwador wygrał w dwumeczu 6-3 i awansował do trzeciej rundy.

### 3. runda
| 5 września 2015 01:05 CET | Curaçao | 0:1(0:1)Raport | Salwador · 12' Larín | Ergilio Hato Stadium, Willemstad Sędzia: Valdin Legister |
|                           |         |                |                      |                                                          |

| 9 września 2015 03:35 CET | Salwador · Barrios 9' | 1:0(1:0)Raport | Curaçao | Estadio Cuscatlán, San Salvador Sędzia: Ricardo Montero |
|                           |                       |                |         |                                                         |

- Salwador wygrał w dwumeczu 2-0 i awansowała do czwartej rundy.

### Grupa A
| Lp. | Drużyna  | M | Mecze | Mecze | Mecze | Bramki | Bramki | Bramki | Pkt |
| Lp. | Drużyna  | M | W     | R     | P     | +      | −      | +/−    | Pkt |
| --- | -------- | - | ----- | ----- | ----- | ------ | ------ | ------ | --- |
| 1.  | Meksyk   | 4 | 4     | 0     | 0     | 10     | 0      | +10    | 12  |
| 4.  | Honduras | 4 | 1     | 1     | 2     | 4      | 5      | −1     | 4   |
| 2.  | Kanada   | 4 | 1     | 1     | 2     | 1      | 5      | −4     | 4   |
| 3.  | Salwador | 4 | 0     | 2     | 2     | 2      | 7      | −5     | 2   |

## Mistrzostwa Świata 2014 – Kwalifikacje

### Grupa H
| Lp. | Drużyna   | M | Mecze | Mecze | Mecze | Bramki | Bramki | Bramki | Pkt |
| Lp. | Drużyna   | M | W     | R     | P     | +      | −      | +/−    | Pkt |
| --- | --------- | - | ----- | ----- | ----- | ------ | ------ | ------ | --- |
| 1.  | Meksyk    | 6 | 6     | 0     | 0     | 15     | 2      | +13    | 18  |
| 2.  | Kostaryka | 6 | 3     | 2     | 1     | 14     | 5      | +9     | 11  |
| 3.  | Salwador  | 6 | 1     | 2     | 3     | 8      | 11     | −3     | 5   |
| 4.  | Gujana    | 6 | 0     | 1     | 5     | 5      | 24     | −19    | 1   |

## Udział wMistrzostwach Świata
- 1930 – 1934 – Nie brał udziału
- 1938 – Wycofał się z kwalifikacji
- 1950 – 1966 – Nie brał udziału
- 1970 – Faza Grupowa
- 1974 – 1978 – Nie zakwalifikował się
- 1982 – Faza Grupowa
- 1986 – 2022 – Nie zakwalifikował się

## Udział wZłotym Pucharze CONCACAF
- 1991 – 1993 – Nie zakwalifikował się
- 1996 – Faza grupowa
- 1998 – Faza grupowa
- 2000 – Nie zakwalifikował się
- 2002 – Ćwierćfinał
- 2003 – Ćwierćfinał
- 2005 – Nie zakwalifikował się
- 2007 – Faza grupowa
- 2009 – Faza grupowa
- 2011 – Ćwierćfinał
- 2013 – Ćwierćfinał
- 2015 – Faza grupowa
- 2017 – Ćwierćfinał
- 2019 – Faza grupowa
- 2021 – Ćwierćfinał

## Udział wCopa Centroamericana
- 1991 – IV Miejsce
- 1993 – Faza Grupowa
- 1995 – III Miejsce
- 1997 – III Miejsce
- 1999 – IV Miejsce
- 2001 – III Miejsce
- 2003 – III Miejsce
- 2005 – Faza Grupowa
- 2007 – IV Miejsce
- 2009 – IV Miejsce
- 2011 – IV Miejsce
- 2013 – III Miejsce
- 2014 – IV Miejsce
- 2017 – III Miejsce

## Rekordziści
| #   | Zawodnik            | Pozycja | Lata      | Występy |
| --- | ------------------- | ------- | --------- | ------- |
| 1.  | Alfredo Pacheco     | OB      | 2002–2013 | 85      |
| 2.  | Dennis Alas         | PO      | 2001–2012 | 83      |
| 3.  | Leonel Cárcamo      | OB      | 1988–2000 | 82      |
| 4.  | Marvin González     | OB      | 2002–2011 | 81      |
| 5.  | Rudis Corrales      | NA      | 2001–2011 | 78      |
| 5.  | Ramón Sánchez       | PO      | 2003–2012 | 78      |
| 7.  | Osael Romero        | PO      | 2007–2013 | 77      |
| 8.  | Guillermo Rivera    | PO      | 1988–2000 | 76      |
| 8.  | Jorge Rodríguez     | PO      | 1995–2004 | 76      |
| 10. | Ronald Cerritos     | NA      | 1995–2008 | 73      |
| 10. | William Osorio      | OB      | 1991–2002 | 73      |
| 12. | Raúl Díaz Arce      | NA      | 1991–2000 | 72      |
| 13. | Mauricio Cienfuegos | PO      | 1988–2003 | 71      |
| 14. | Juan José Gómez     | BR, OB  | 1999–2011 | 69      |
| 15. | Eliseo Quintanilla  | PO      | 2006–2012 | 68      |

| #   | Zawodnik               | Pozycja | Lata      | Gole |
| --- | ---------------------- | ------- | --------- | ---- |
| 1.  | Raúl Díaz Arce         | NA      | 1991–2000 | 39   |
| 2.  | Mágico González        | NA      | 1976–1998 | 21   |
| 3.  | Juan Francisco Barraza | PO      | 1953–1969 | 19   |
| 3.  | José María Rivas       | NA      | 1979–1989 | 19   |
| 3.  | Rodolfo Zelaya         | NA      | 2008–     | 19   |
| 6.  | Rudis Corrales         | NA      | 2001–2011 | 17   |
| 7.  | Luis Ramírez Zapata    | NA      | 1971–1989 | 16   |
| 7.  | Osael Romero           | PO      | 2007–2013 | 16   |
| 9.  | Miguel Cruz            | NA      | 1935–1950 | 15   |
| 9.  | Eliseo Quintanilla     | PO      | 2006–2012 | 15   |
| 9.  | Guillermo Rivera       | PO      | 1988–2000 | 15   |
| 12. | Rafael Corado          | NA      | 1943–1955 | 14   |
| 12. | Juan Ramón Martínez    | PO      | 1967–1976 | 14   |
| 14. | Ever Hernández         | NA      | 1979–1985 | 13   |
| 14. | Rafael Burgos          | NA      | 2010–     | 13   |

## Afera korupcyjna
We wrześniu 2013 roku Piłkarska Federacja Salwadoru (FESFUT) dożywotnio zawiesiła 14 reprezentantów kraju za udział w ustawianiu meczów. Zawodnicy mieli dopuścić się czynów korupcyjnych co najmniej przy czterech meczach międzynarodowych. Zakaz dotyczy pracy w środowisku piłkarskim w jakiejkolwiek roli. Piłkarze, którzy dostali karę dożywotniej dyskwalifikacji to: Luis Anaya, Osael Romero, Ramon Sanchez, Christian Castillo, Miguel Granada, Miguel Montes, Dagoberto Portillo, Dennis Alas, Darwin Bonilla, Ramon Flores, Alfredo Pacheco, Mordecai Henriquez, Marvin González i Reynaldo Hernández.